# Andruski
Andruski – polski herb szlachecki.

## Opis herbu
W polu barwy niewiadomej takiż inicjał "h" u góry przekrzyżowany, w prawo zakończony wąsem. Klejnot: Trzy pióra strusie. Labry barwy niewiadomej.

## Najwcześniejsze wzmianki
Z 1528 roku pochodzi wzmianka o wołyńskich szlachcicach – Fedorze i Jacku Andruskich.

## Herbowni
Andruski.